# Bá Thước (xã)
Bá Thước là một xã thuộc tỉnh Thanh Hóa, Việt Nam.
Được thành lập ngày 16 tháng 6 năm 2025 trên cơ sở thị trấn Cành Nàng và các xã Ban Công, Hạ Trung của huyện Bá Thước, xã Bá Thước chính thức hoạt động từ ngày 1 tháng 7 cùng năm.

## Địa lý
Xã Bá Thước nằm ở vùng núi phía tây bắc tỉnh Thanh Hóa, có sông Mã chảy qua, có vị trí địa lý:
- Phía nam giáp các xã Thiết Ống, Điền Lư
- Phía đông giáp các xã Quý Lương, Điền Lư
- Phía bắc giáp các xã Cổ Lũng, Pù Luông và tỉnh Phú Thọ
- Phía tây giáp xã Hồi Xuân.

Xã Bá Thước có diện tích tự nhiên 106,10 km², quy mô dân số năm 2024 là 21.442 người, mật độ dân số đạt 202 người/km².
Quốc lộ 217 chạy qua địa bàn xã Bá Thước.

## Lịch sử
Địa giới hành chính xã Bá Thước trước đây là thị trấn huyện lỵ Cành Nàng và các xã Ban Công, Hạ Trung, nằm ở trung tâm huyện Bá Thước.
Ngày 16 tháng 6 năm 2025, huyện Bá Thước bị giải thể do bỏ cấp huyện; xã Bá Thước được thành lập theo Nghị quyết số 1686/NQ-UBTVQH15 của Ủy ban Thường vụ Quốc hội trên cơ sở sáp nhập toàn bộ diện tích tự nhiên và quy mô dân số của thị trấn Cành Nàng và 2 xã Ban Công, Hạ Trung. Xã này chính thức hoạt động từ ngày 1 tháng 7 năm 2025, là đơn vị hành chính trực thuộc tỉnh Thanh Hóa.

## Hành chính
Xã Bá Thước có 36 tổ chức tự quản. Dưới đây là danh sách các tổ chức tự quản theo địa giới từng xã, thị trấn cũ:
| Mã    | Tên xã/thị trấn | Hành chính        | Hành chính |
| Mã    | Tên xã/thị trấn | Số lượng          | Danh sách |
| ----- | --------------- | ----------------- | --- |
| 14923 | Cành Nàng       | 7 phố, 15 khu phố | Các phố: 1 Lâm Xa, 2 Lâm Xa, 1 Cành Nàng, 2 Cành Nàng, 3 Cành Nàng, 4 Cành Nàng, 5 Cành Nàng; các khu phố: Anh Vân, Cành Nàng, Chu, Đắm, Hồng Sơn, Kim Vân, Lương Vân, Măng, Mòn, Mốt, Nú, Sán, Tráng, Vận Tải, Xuân Long |
| 14962 | Hạ Trung        | 7 thôn            | Chiềng Ai, Cò Con, Cò Mu, Cộn, Khiêng, Man Môn, Tré |
| 14971 | Ban Công        | 7 thôn            | Ba, Cả, Chiềng Lau, La Hán, Nghìa, Sát, Tôm |